# Ziarniszczak
Ziarniszczak (łac. folliculoma) – nowotwór wywodzący się ze sznurów płciowych występujący w jajniku, zwykle jednostronnie. Należy do grupy guzów jajnika hormonalnie czynnych.

## Epidemiologia
Większość ziarniszczaków pojawia się u kobiet w okresie okołomenopaualnym ze średnim wiekiem rozpoznania ok. 50 lat, czyli o dekadę niższą niż w przypadku większości raków jajnika. 5% rozpoznań to młodzieńcza postać ziarniszczaka, która może występować również u dzieci przed okresem dojrzewania.

## Patologia

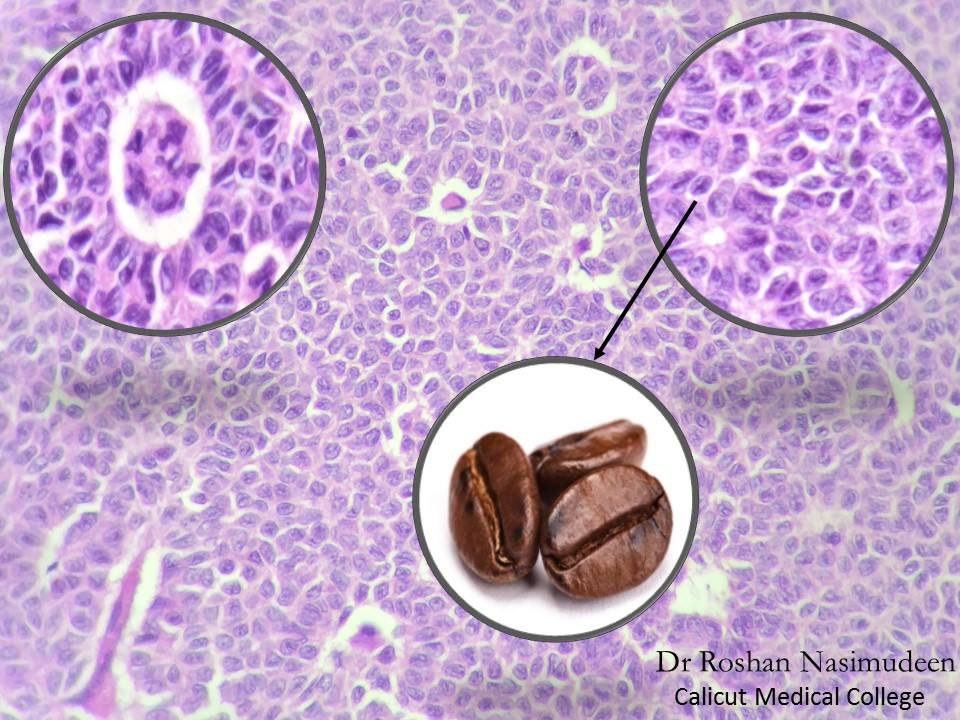
Ciałka Call-Exnera oraz komórki o kształcie ziaren kawy

Makroskopowo guzy są lite, różnej wielkości (zazwyczaj 10–12 cm), na przekroju koloru od szarego do żółtego, występują przestrzenie torbielowate. W 95% przypadków jednostronny, rzadko daje przerzuty odległe. 
Komórki nowotworowe są małe o kształcie walcowatym lub wielokątne, ze skąpą eozynofilową cytoplazmą i małym rowkowanym jądrem (tzw. ziarna kawy). Występują różne typy wzrostu, przy czym w jednym guzie znajduje się zazwyczaj kilka typów. Wyróżniane są: rozlany (najczęstszy) beleczkowaty, wyspowy, mikropęcherzykowy i najrzadszy makropęcherzykowy. W typie mikropęcherzykowym komórki warstwy ziarnistej tworzą struktury naśladujące pęcherzyki Graafa, tzw. ciałka Call-Exnera. Aktywność mitotyczna niska, zazwyczaj poniżej 3/10 w polu widzenia. Podścielisko bogato unaczynione, ze zmienną ilością fibroblastów i komórek otoczki. 
Komórki tego nowotworu mogą produkować duże ilości estrogenów, w związku z tym istnieje predyspozycja do równoległego występowania raka endometrium i sutka. Powoduje to też objawy takie jak nasilone krwawienia miesięczne, krwawienie z dróg rodnych po okresie menopauzy, a u dzieci przedwczesne dojrzewanie płciowe. Bardzo rzadko może także produkować androgeny.
Najczęściej ziarniszczaki wydzielają hormony: Inhibina B, Inhibina A oraz AMH. Z tego powodu pełnią one istotną rolę w diagnostyce nowotworu. W 2009 roku odkryto, że nowotwory ziarniszczaka posiadają specyficzną mutację genu FOXL2. Jej identyfikacja ma silne znaczenie w prawidłowym zdiagnozowaniu nowotworu.

## Leczenie
Leczenie jest operacyjne. U młodych kobiet, w niskim stopniu zaawansowania klinicznego ziarniszczaka można ograniczyć postępowanie do jednostronnego wycięcia jajnika. W wyższych stopniach klinicznych i u kobiet po menopauzie należy usunąć macicę z przydatkami i zastosować następczą radioterapię. Cechą charakterystyczną ziarniszczaka jest duża skłonność do późnych nawrotów.
Przeżycie 5-letnie wynosi od 61–97%.